# Pull the Pin
Pull the Pin é o sexto álbum de estúdio da banda de rock galesa Stereophonics. Foi lançado em 15 de outubro de 2007 no Reino Unido, pela gravadora V2 Records.

## Faixas
Todas as canções escritas por Kelly Jones, exceto onde indicado.
1. "Soldiers Make Good Targets" – 4.37
2. "Pass the Buck" – 3.24
3. "It Means Nothing" – 3.48
4. "Bank Holiday Monday" – 3.14
5. "Daisy Lane" – 3.37
6. "Stone" – 4.17
7. "My Friends" – 3.35
8. "I Could Lose Ya" (Kelly Jones, Richard Jones, Javier Weyler) – 3.17
9. "Bright Red Star" – 3.39
10. "Ladyluck" – 3.45
11. "Crush" – 3.56
12. "Drowning" – 5.08

## Posições nas paradas
| Parada musical (2007) | Melhor posição |
| --------------------- | -------------- |
| MegaCharts            | 46             |
| Irish Albums Chart    | 15             |
| França                | 30             |
| Nova Zelândia         | 38             |
| Suíça                 | 40             |
| UK Albums Chart       | 1              |